# Nanopoesia
Nanopoesia é poesia escrita em dimensões nanométricas, que correspondem a milionésimos de milímetros (nanómetro).
O primeiro nanopoema em língua portuguesa foi realizado em março de 2009 no Laboratório Nacional de Luz Síncrotron, na cidade de Campinas. A obra, chamada Infinitozinho partiu da ideia do artista Juli Manzi (nome artístico de Giuliano Tosin) e é inspirada no poema homônimo, Infinitozinho, de Arnaldo Antunes, mede 35 X 440 nanômetros (nm), o equivalente a mil vezes menor que um fio de cabelo.
A ideia surgiu após uma conversa de Juli Manzi com seu irmão, Giancarlo Tosin, físico do LNLS, e foi colocada em ação pelo professor do Instituto de Física “Gleb Wataghin” (IFGW) da Unicamp, Daniel Ugarte e pelo, na época, doutorando Luiz Henrique Tizei que realizou o procedimento de escrita no nanofio desenvolvido pelas pesquisadoras Thalita Chiaramonte e Mônica Cotta. Durante o procedimento, a palavra-poema Infinitozinho foi escrita de trás para diante, a partir da extremidade livre do nanofio de fosfeto de índio, com furos feixe de elétrons gerado no microscópio eletrônico de transmissão em varredura modelo JEOL2100F-URP, inaugurado no mesmo ano no LNLS.